# Dvigalo
Dvigalo ali lift je posebna naprava za vertikalni prevoz ljudi in blaga, ki potuje v kontroliranem območju - jašku dvigala. Nahajajo se v objektih kot so: stanovanja, vrtci, šole, bolnice, domovi za ostarele, poslovnih stavbah, javnih garažah, nakupovalnih centrih in industrijskih obratih.

## Dvigala skozi zgodovino
Manjša tovorna dvigala so uporabljali že dolgo prej, predno so prvič zgradili prvo osebno dvigalo za prevoz ljudi.

Pionir na tem področju je bil leta 1853 američan Elisha Graves Otis in ustanovitelj podjetja Otis elevator company, ko je s svojim nastopom pred veliko gledalcev, stal v dvigalu in naročil asistenu, da prereže nosilno vrv kabine. Kabina se je sama ustavila in s tem preizkusom pred občestvom je zagotovil varnost na dvigalih.
Takšna zagotovljena varnost na dvigalih je pričela vzpodbujati k izdelovanju prvih dvigal na svetu, ki so se vgrajevala v ameriške nebotičnike.
V Evropi so se pojavila prva dvigala po letu 1870, potem ko so prvič leta 1867 na svetovnem sejmu, predstavili hidravlično dvigalo.

## Tipi dvigal
- Po tipu ločimo na:
  - osebna (klasična, panoramska, gasilska, invalidska)dvigala
  - tovorna (dvižne ploščadi, malotovorna - kuhinjska, avtomobilska) dvigala
  - osebno - tovorna dvigala
- Po vrsti pogona pa na:
  - električna
  - hidravlična
- Po načinu izvedbe pa na:
  - klasična dvigala s strojnico
  - in brez nje »brezstrojnična dvigala«

- Jašek brezstrojničnega dvigala.
- Jašek panoramskega dvigala, kabina potuje v prostim - zunanjim jaškom.
- Jašek višina dviga kabine cca. 50m
- Varnost v jami jaška, stikalo stop v jašku.

## Proizvodnja dvigal in standardi
Proizvodnja celotnih dvigal ali njihovih delov, morajo biti izdelani točno po predpisih - standardih. Takšen standard, ki govori o proizvodnji in delovanju dvigal v angleškem, mednarodnem in evropskem prostoru je EN81-1:1998, EN81-2:1998, EN81-3:2001.
Obstajajo pa tudi ameriški, angleški, avstralski podstandardi. Ti podstandardi se razlikujejo od evropskih samo v določenih niansah.
Tudi požarna varnost dvigal mora biti zagotovljena (prEN81-58, prEN81-72,73). Tukaj pa standard navaja kako dolgo so lahko dvigala in njegovi deli izpostavljeni požaru oziroma njegovi temperaturi ter uporaba dvigala v primeru požara - gasilci.

## Varnost dvigal
Dvigala, bodisi nova ali stara, so oziroma bi morala biti pod stalnim tehničnim nadzorom. Ko je novo dvigalo vgrajeno je potebno narediti tehnični prevzem, ki ga naredi za to delo pooblaščena institucija. Po takem strokovnem pregledu institucija izda certifikat za varno uporabo dvigala. To pomeni, da je vgrajena naprava dela s skladom s predpisi in je v tehničnem brezhibnem stanju. Tako dovoljenje velja 1 leto in ga je treba, obnavljati na periodičnih pregledih.
Redne servisne preglede, ki so lahko meseči, trimesečni ali polletni pa določi, glede na frekvenco uporabe dvigala, lahko sam proizvajalec.
Vsa stara dvigala, ki so bila grajena po jugoslovanskem JUS standardu pa bi morala biti najkasneje do leta 2008, tehnično in varnostno predelana. To pomeni, da je bilo treba dvigala in njihove dele zamenjati ali dodatni nove elemente kot so npr.: vsa dvigala, kjer se vozijo ljudje morajo imeti dvostransko govorno napravo, katera se aktivira ob pritisku na tipko »alarm« in poveže z nadzornim centrom - 24ur! (standard SIST EN81-28 za komunikacijo med nadzornim centrom in dvigalom)

## Električno dvigalo
To je naprava, katera pri delovanju uporablja protiutež. To pomeni, da si kabina pri vožnji  pomaga s protiutežjo na kateri je teža kabine z ogrodjem + polovico nosilnosti dvigala. (Npr.: kabina z ogrodjem in kompletno opremo ima 900 Kg in nosilnost je 1000 kg potem ima protiutež skupaj težo 1300 kg, kar pomeni, da dvigalo potuje v balansu. Utež in kabina sta enako težka.)

V strojnici dvigala je nameščen reduktor z motorjem na katerega so preko pogonske vrvenice nameščene nosilne jeklene vrvi. Presek posamičnih vrvi in količina so odvisni od nosilnosti dvigala ter višine dvigovanja. Pogonsko vrvenico vrti motor, ki je pri vseh novejših dvigalih frekvenčno reguliran, kar pomeni, da kabina in potniki v njej se občutno boljše oziroma komfortno vozijo.
Za varnost obratovanja skrbi veliko elektronike in mehaničnih komponent. Ena od takih je omejilec hitrosti «OH« in lovilna naprava na kabini «mački«, kateri se pri povečani cca. 30% hitrosti le ti aktivirajo. To pomeni, da dvigalo, ki ima nominalno hitrost potovanja 2,0 m/s se pri povečanju pada dvigala, hitrosti ≥ 2,6m/s, aktivirajo »OH« in posledično lovilna naprava »mački« na kabini. 
- Strojnica starega dvigala pred demontažo
- Skica principa delovanja električnega dvigala.
- Jašek dvigala s hidravličnimi nasednimi blažilci.

## Hidravlično dvigalo
Naprava za svoje delovanje uporablja hidravlični bat in hidravlični agregat v katerem je v olju potopljen motor in visoko zmogljiva vijačna črpalka. Vse skupaj pa je povezano z hidravlično cev. Torej, ko krmilje dvigala začne vrteti motor se ustvarja hidravlični pritisk, kateri  dvigne kabino. Pri spustu kabine pa se odprejo ventili na ventilskem bloku.

Poznamo več hidravličnih sistemov kot so: stranski direktni sistem 1:1 (enojni in dvojni bat) in stranski indirekni sistem 2:1 (enojni in dvojni bat), centralni sistem navadni in teleskopski.

Za varnost skrbita ventil proti cevnemu lomu in omejilec hitrosti z lovilno napravo »mački« na kabini.
- Hidravlični agregat dvigala.
- Skica principa delovanja hidravličnega dvigala.
- Pogled iz ptičje perspektive na hidravlično dvigalo.

## Proizvajalci dvigal
- Anton Freissler
- Dover Corporation
- Fujitec
- Hitachi
- Hyundai Elevator
- Kone
- Marshall Elevator
- Mitsubishi Electric
- Montgomery Elevator
- Oliver & Williams Elevator
- Otis Elevator Company
- Schindler Elevator Corporation
- Schindler Group
- Schweizerische Wagons- und Aufzügefabrik AG Schlieren-Zürich
- Stannah Lifts
- ThyssenKrupp[1]
- Toshiba
- Westinghouse Electric Corp.

1. ↑  »Seite nicht gefunden«. ThyssenKrupp. Pridobljeno 12. decembra 2020.